# Чернігів (морський тральщик)
«Чернігів» (U310, до 18.06.2004 — «Жовті Води») — морський тральщик проєкту 266М (шифр «Аквамарин», англ. Natya class за класифікацією НАТО) корабель протимінної оборони морської зони Військово-Морських Сил України. У ВМФ СРСР носив назву «Зенітник» (бортові номери 1984, 1990 рр.— 904, 1986 р. — 923).

## Особливості проєкту
Проєкт 266М — модернізація тральщиків проєкту 266 — спеціалізованих кораблів, призначених для виконання завдань протимінної оборони загонів бойових кораблів, конвоїв, окремих кораблів і суден в морській і ближній океанській зонах шляхом пошуку та виявлення морських якірних і донних мін, їх тралення та знищення. Крім того, ці кораблі були пристосовані для постановки активних і оборонних мінних загороджень.
В результаті експлуатації тральщиків 266-го проєкту було виявлено низку недоліків в порівнянні з аналогічними кораблями іноземного виробництва, зокрема, відсутність засобів гідроакустичного пошуку донних мін, недостатні морехідні якості. Разом з тим в 1960-х роках з'явилися нові зразки корабельного озброєння і спеціального обладнання — виникла потреба в модернізації проєкту.
У 1965 році тактико-технічне завдання на розробку проєкту тральщиків 266М отримало Західне проєктно-конструкторське бюро. Новий проєкт відрізнявся від попередника досконалішим протимінним озброєнням: замість електромагнітного трала він був оснащений глибоководним тралом з апаратурою управління, тралом для знищення активних мін, буксируємим телевізійним і комплексним шукачами мін, гідроакустичною станцією «Мєзєнь», яка забезпечує виявлення донних мін. Облаштування в кормовій частині корабля сліпа забезпечило механізацію постановки і вибірки тралів. Використання сучасних маломагнітних матеріалів корпусу, сучасних на той час конструктивних рішень при проєктуванні рушійної установки дозволили знизити до мінімуму власні акустичні поля корабля. Крім того, на нових тральщиках встановлювалися засоби ПЧО — дві РБУ-1200

.
Морські тральщики проєкту 266М будувалися Середньоневським і Хабаровським суднобудівними заводами в 1970—1978 роках. Усього було побудовано 31 корабель даного типу
.

## Історія корабля

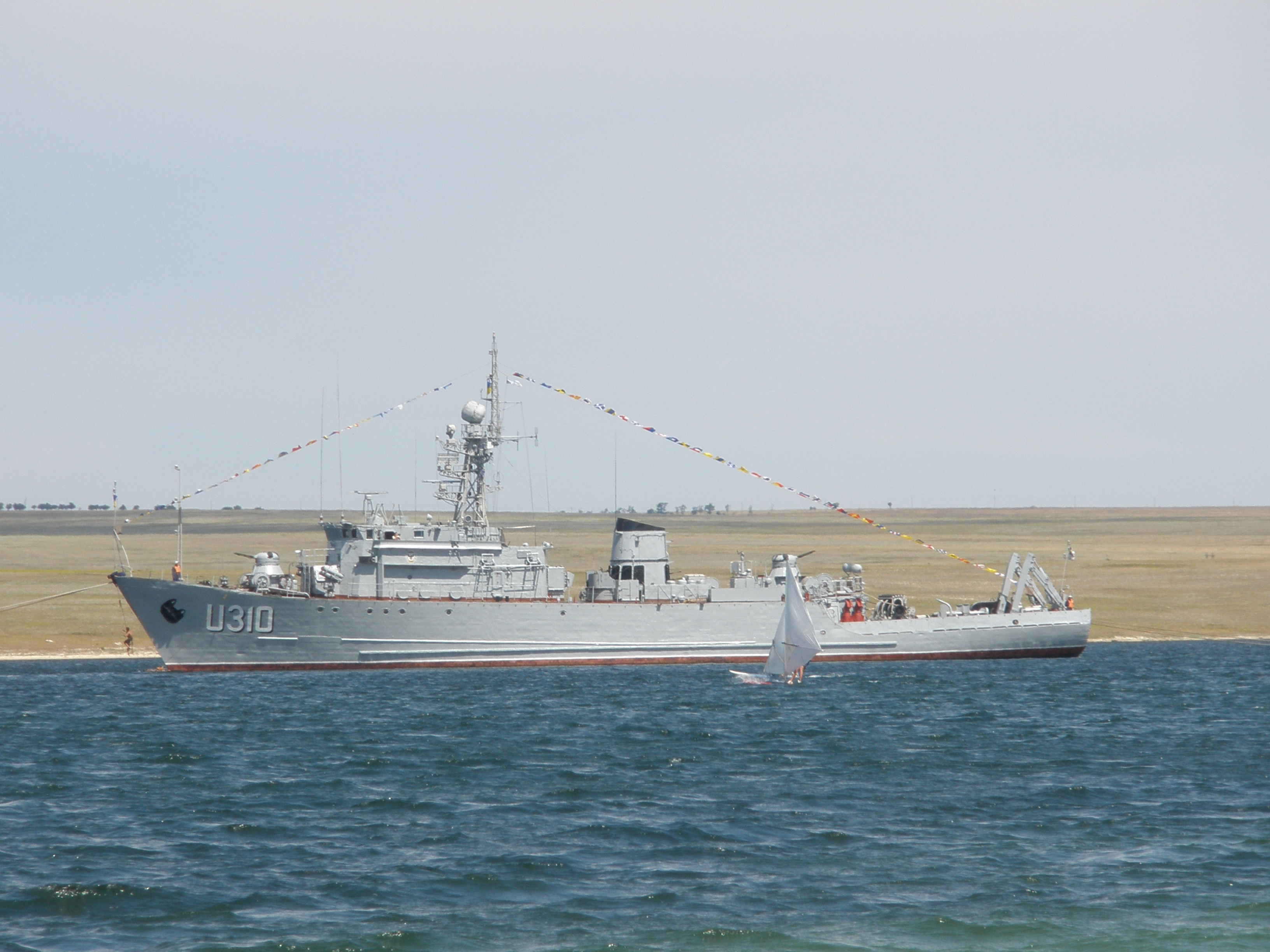
У 2008 році

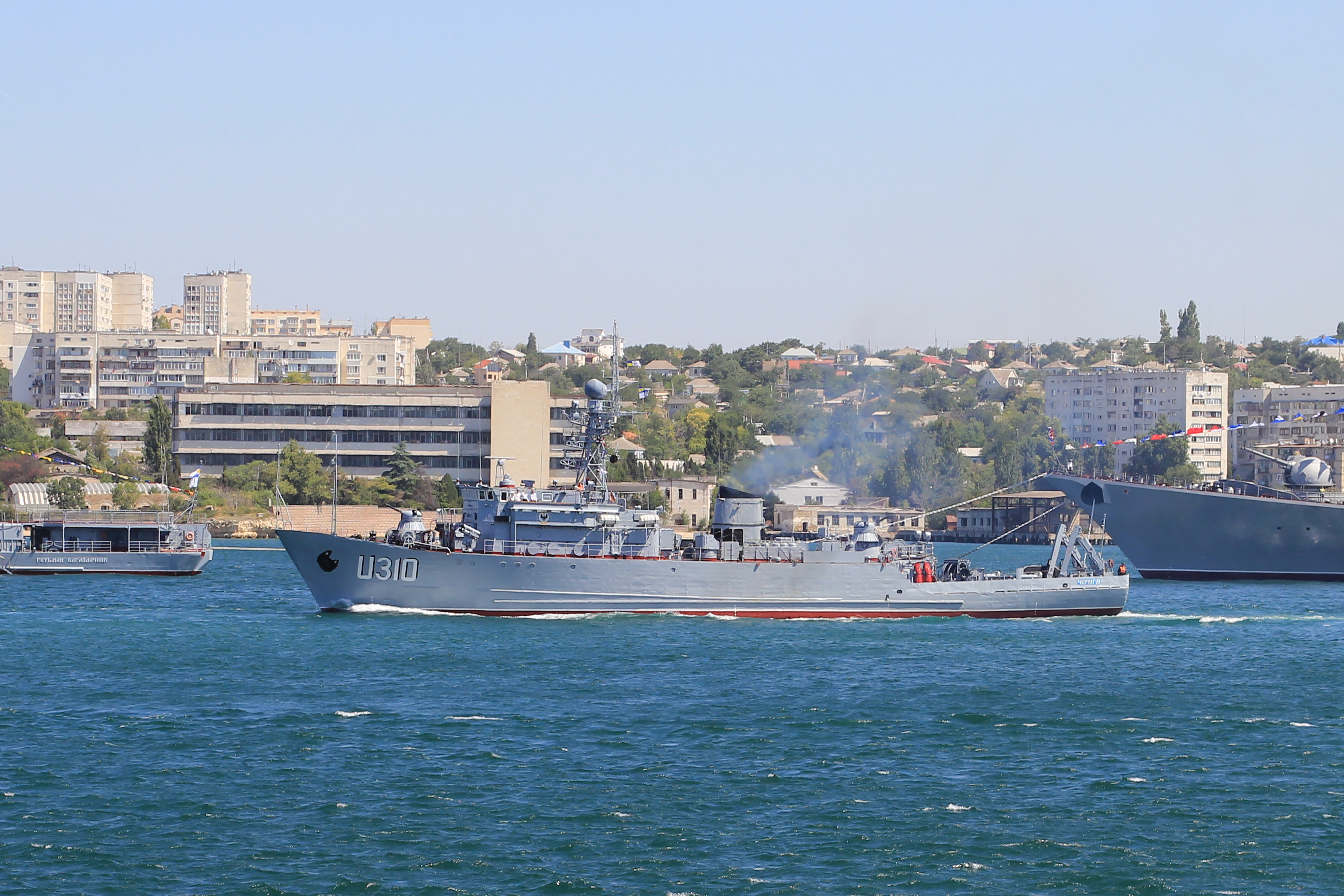
У 2012 році

Морський тральщик з заводським номером C-928 був закладений в елінгу Середньоневського суднобудівного заводу в 1973 році. Спущений на воду через рік. Зарахований в списки кораблів Військово-морського флоту СРСР 10 вересня 1974 року. Наказом головнокомандуючого ВМФ зарахований до складу Чорноморського флоту.
В період з 1977 по 1988 рік неодноразово брав участь в бойових траленнях в Перській затоці, Суецькому каналі, Червоному і Середземному морях. Виходив на бойові служби в Атлантичний і Індійський океан

.

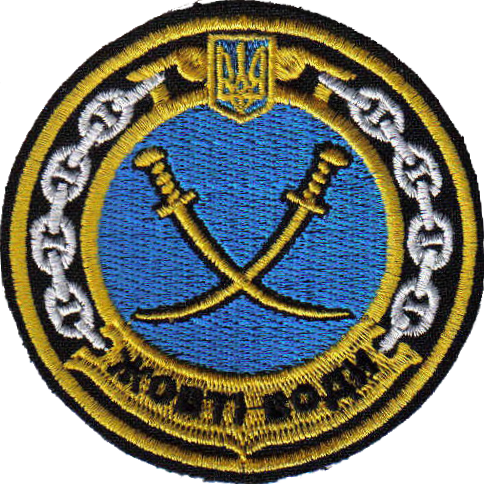

25 липня 1997 року увійшов у склад Військово-Морських Сил України, де отримав назву «Жовті Води». 18 червня 2004 року перейменований на «Чернігів»
.
У 2004 році корабель брав участь в міжнародних навчаннях «Кооператив партнер—2004», стратегічних командно-штабних навчаннях «Морський рубіж—2004».
З 2004 року над кораблем шефствує Чернігівська міська державна адміністрація .
Входить до складу сил постійної готовності. Регулярно бере участь у зборах-походах кораблів ВМС ЗС України, контрольних заходах бойової підготовки, залучається до бойових чергувань з ПЧО, ППО, ПДО.
24 березня 2014 року на кораблі був спущений прапор ВМС України. Корабель перейшов до Росії. Капітан корабля перейшов служити до російського флоту, тому військовий прокурор Одеського гарнізона відкрив провадження за статею «дезертиство».